# Одомашнненные ежи

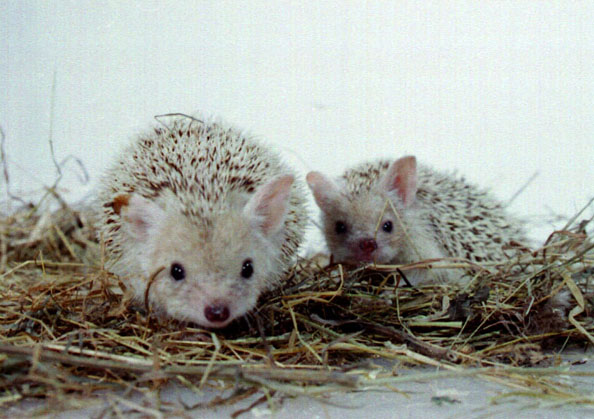
ушастые ежи

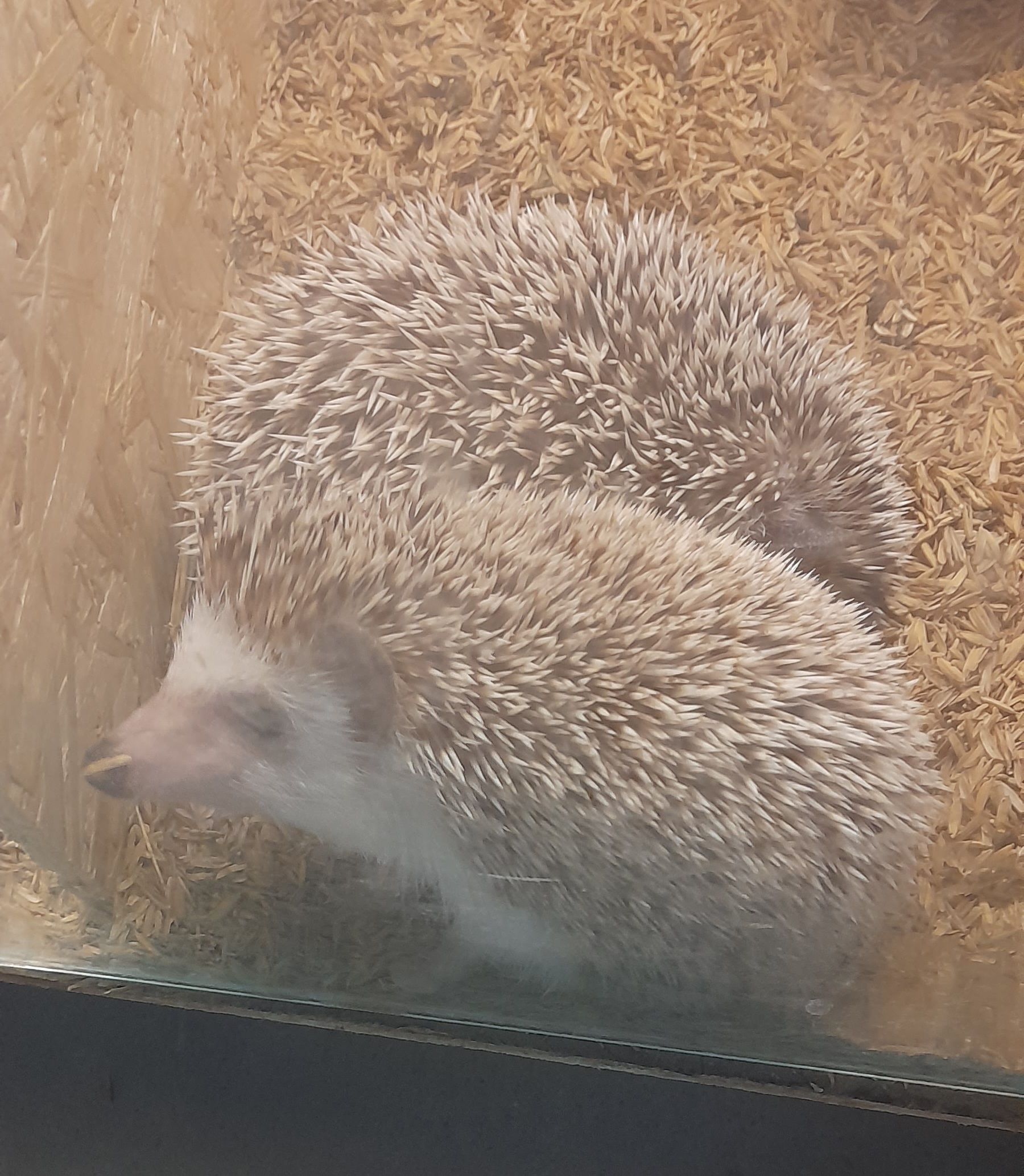
белобрюхие ежи в питомнике

это статья рассказывает о зверьках 

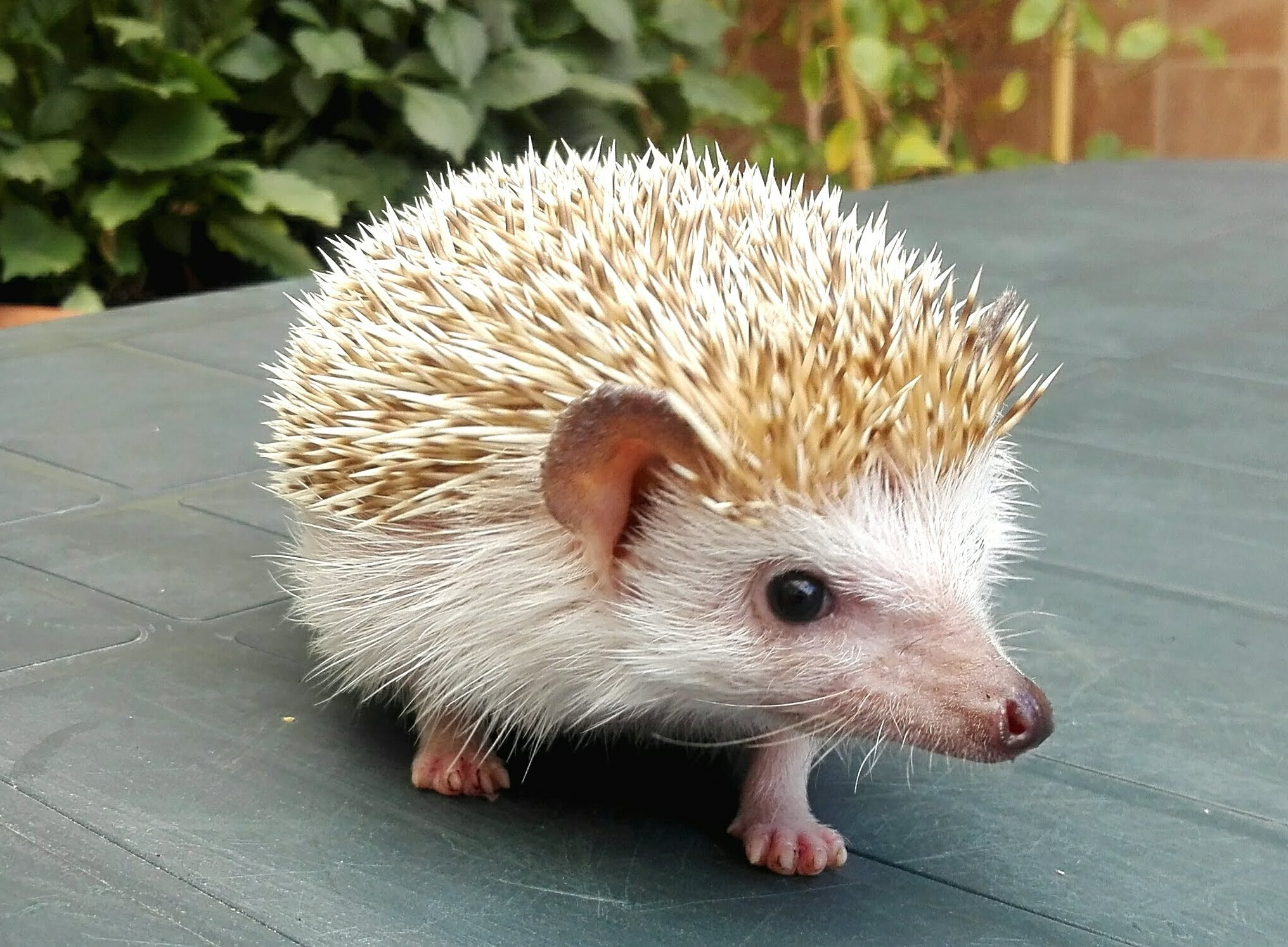
домен эукариоты царство животные тип хордовые класс млекопитающие отряд насекомоядные семейство ежовые род одомашненные ежи два вида

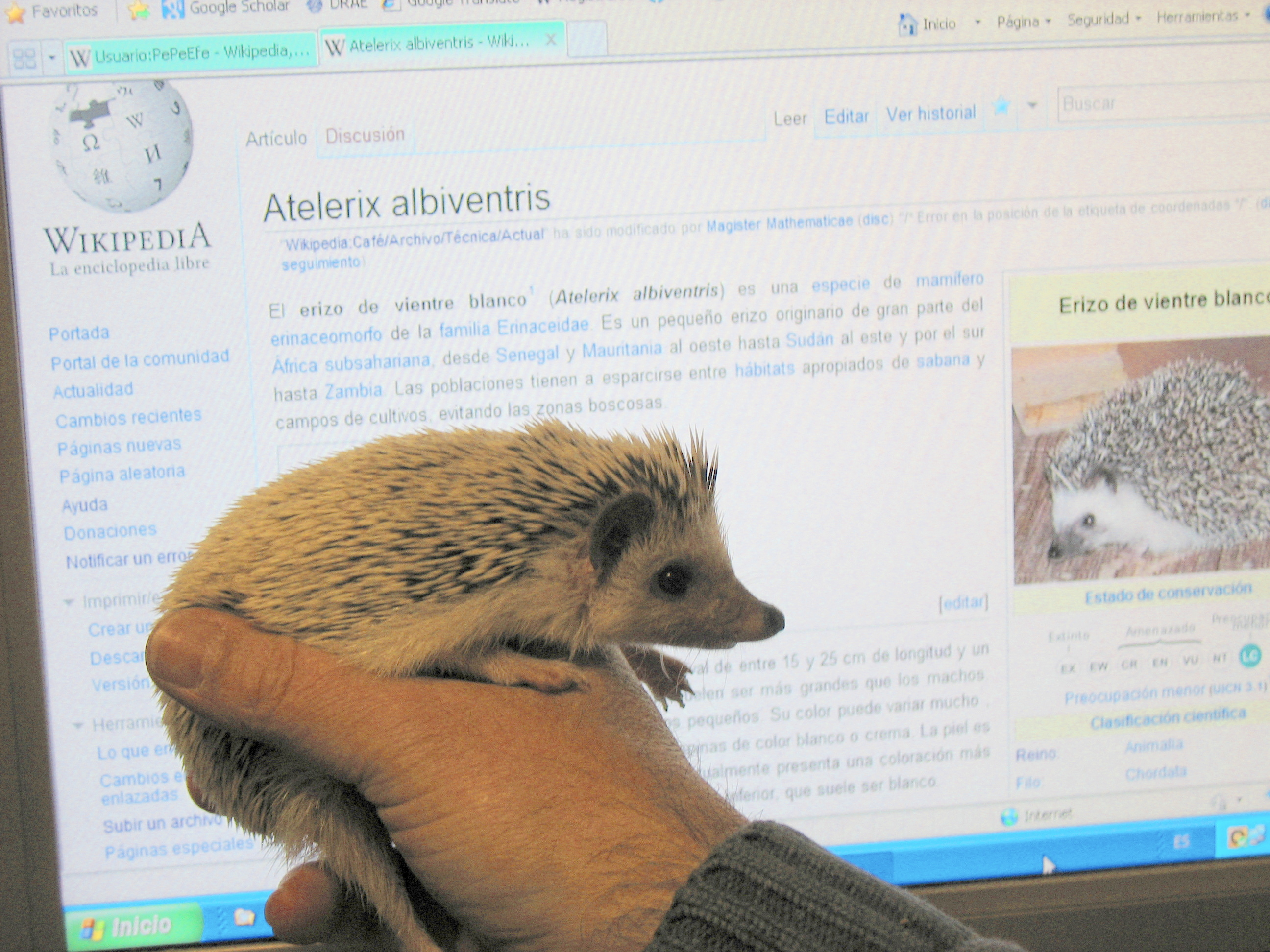
белобрюхий ёж и википедия

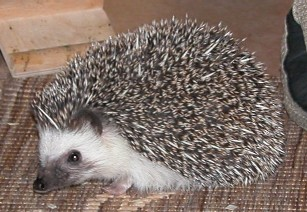
белобрюхий ёж по кличке тепсу

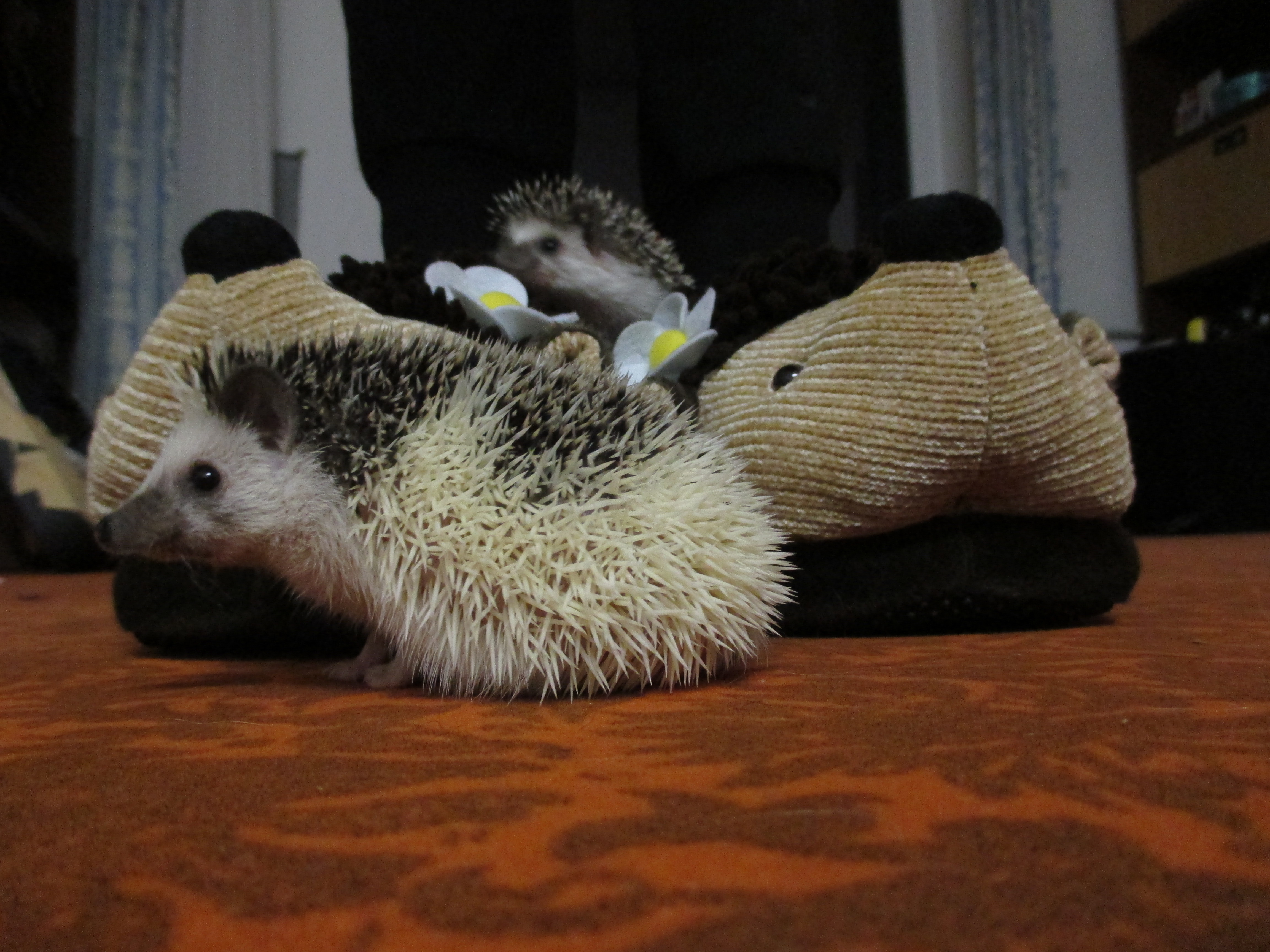
взрослые карликовые белобрюхие ежи

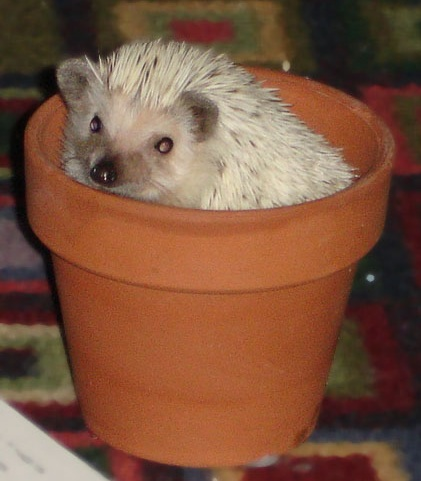
ёжик в горшке

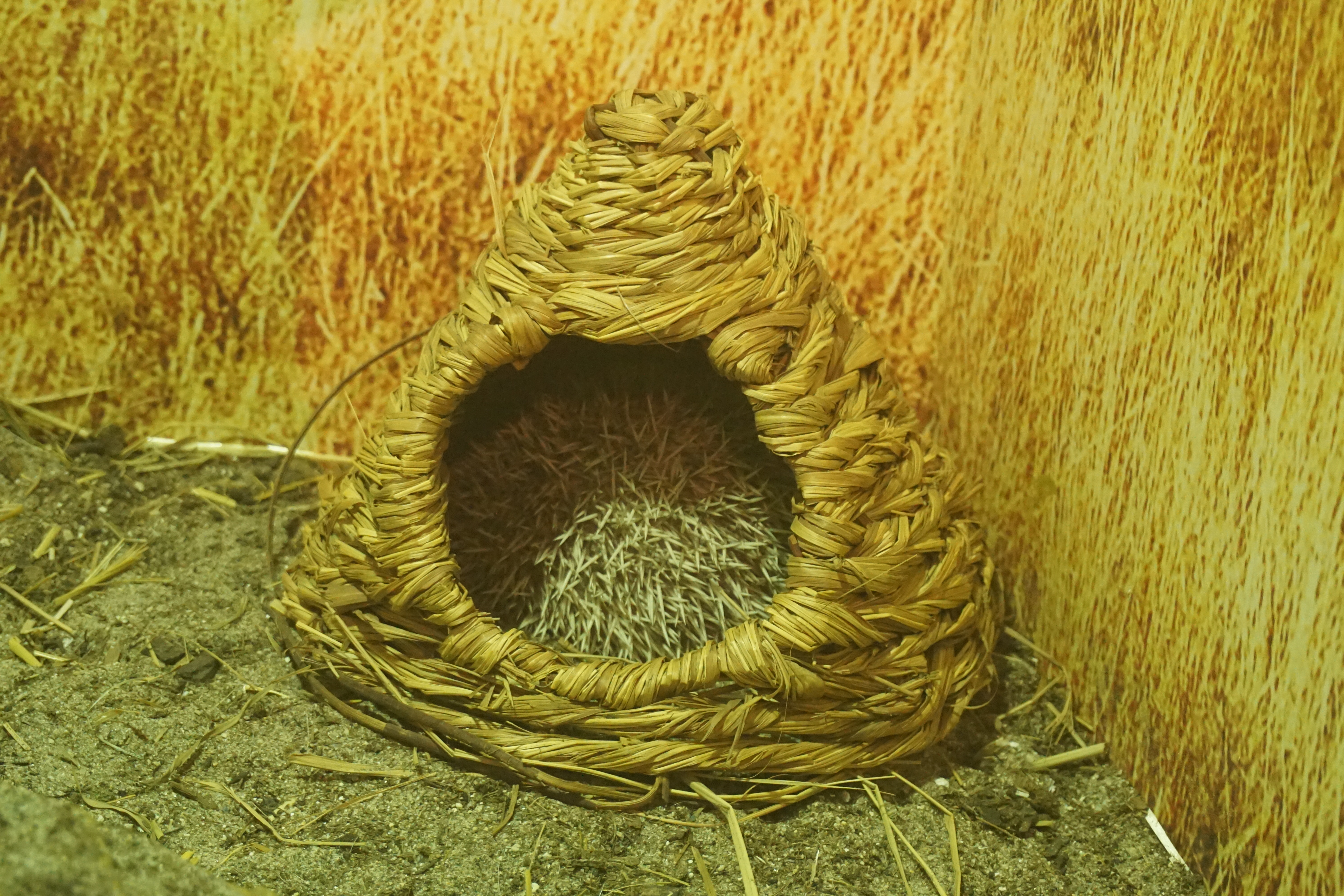
белобрюхий ёж в домике

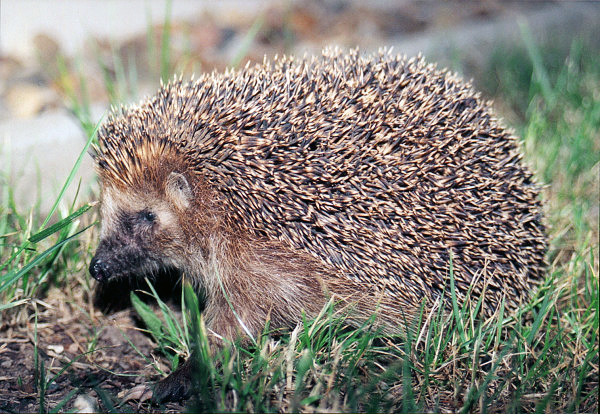
европейский ёж

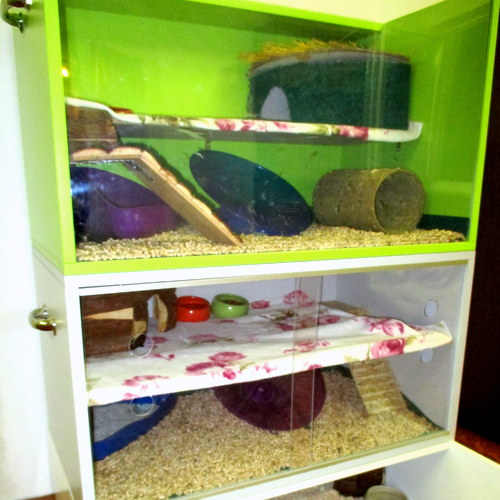
клетка для ежа в шкафу

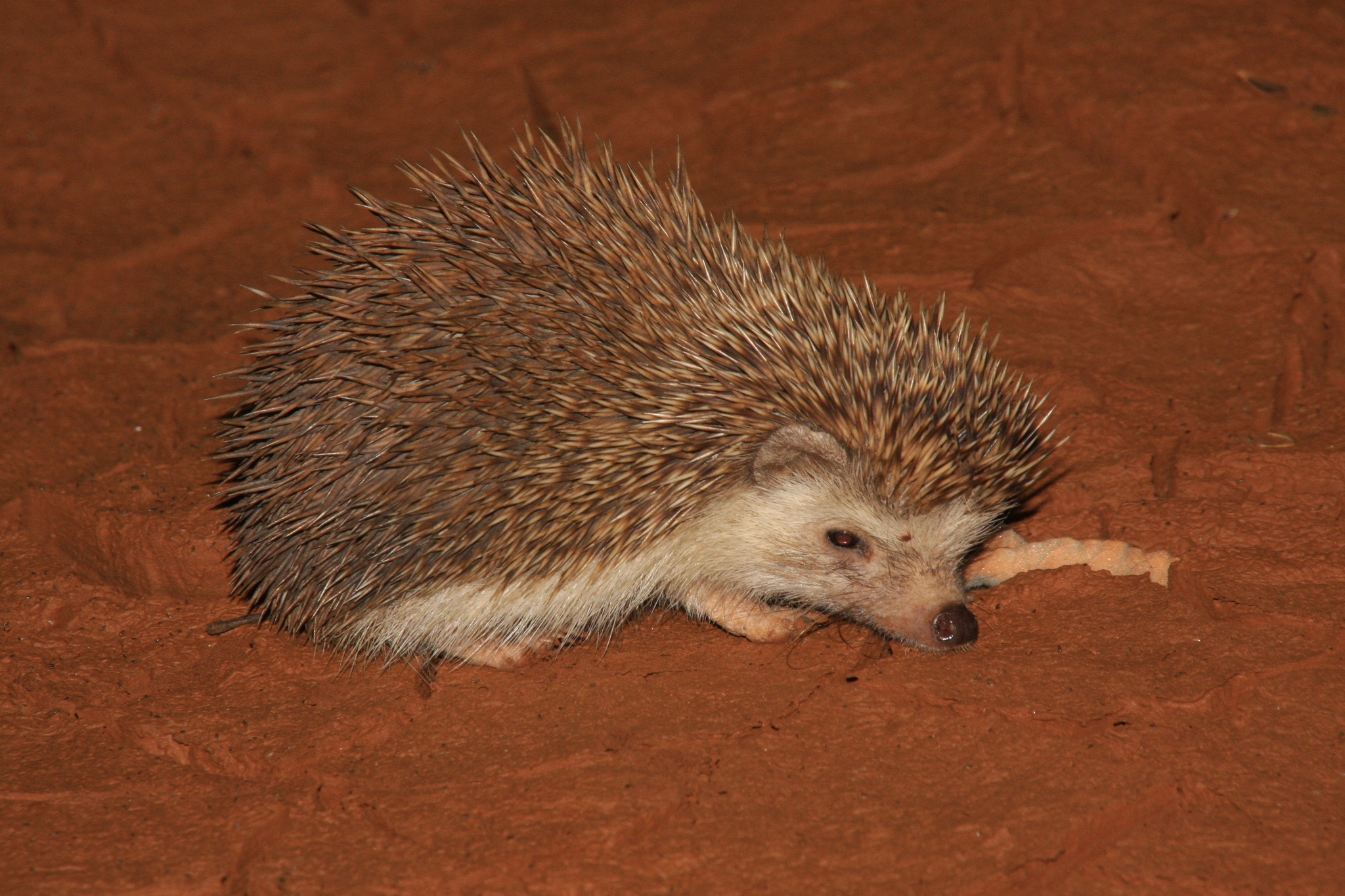
белобрюхий ёж в зоопарке

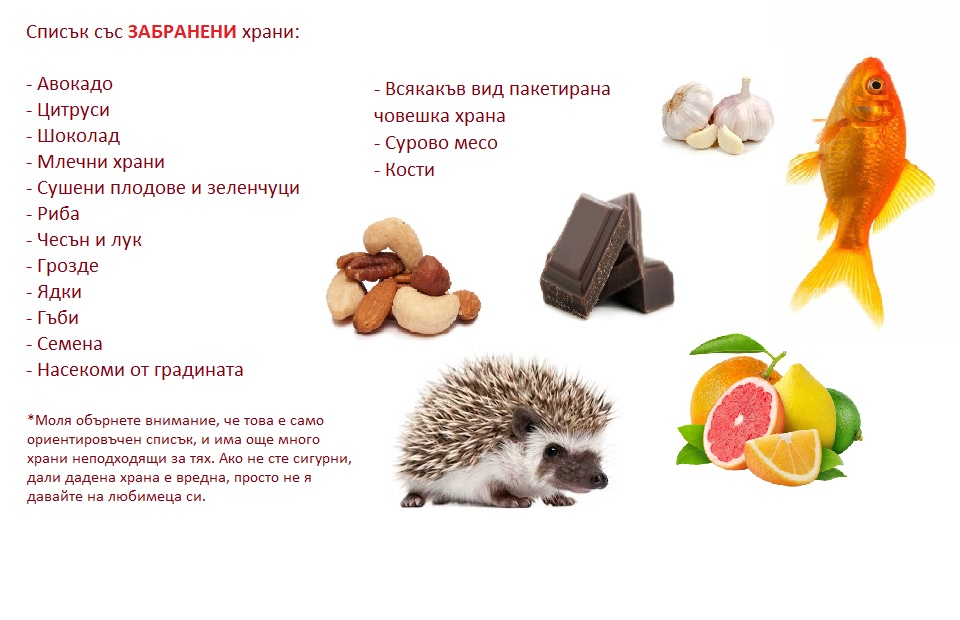
рацион ежа что можно что нельзя

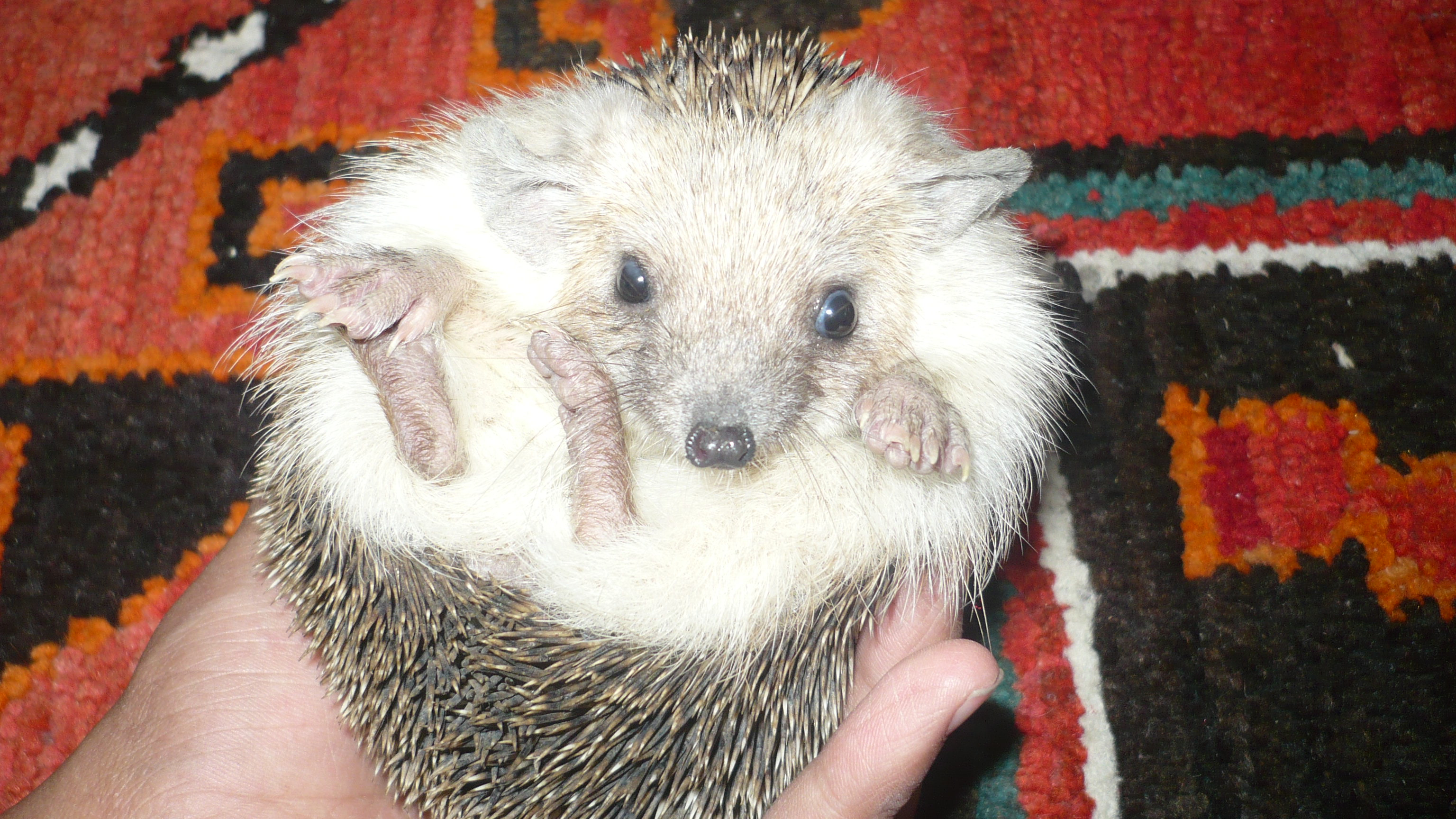
ушастый ёж

одомашненные ежи это зверьки которые живут в доме и становятся популярными домашними питомцами только два вида ушастый и белобрюхий они отличия от обыкновенных ежей не впадают в спячку и не пахнут                                                                                                                                           история одомашнивание                                                                                                                                      римляне  одомашнивали алжирских  ежей их этих зверьков  приучали  в 1 веке до. ню э.                               современная одомашнивания.                                                                                                                             в 1980 годы 80 тыс. диких африканских ежей были приучены    это стало популярно    ежи вернулись              фотографии белобрюхого ежа и  ушастого ежа  этих зверьков.               ежи эти весят 300 до 500 грамм                                          почему нельзя заводить диких ежей                                           ежей диких нельзя заводить так потому они болеют и у них есть ежата   а домашний ёж  не болеет он ручной ёж         уход за ежом                                                                         ежу нужна клетка  и беговое колесо  кормите кормом для ежей и насекомыми и овощами и фруктами нельзя молоко  и шоколад   и фастфуд  и многое другое и их нужно купать в 2. 3 месяца их не надо выгуливать.                                                                                      как определить пол ежа                                                            если  на животике есть брюшко если белое самец  если  гладкое самка.  вульва у самок маленькая пенис у самцов  маленький также.                        популярность. у ежей популярность растёт на 3% и так  что они популярны в европе  в великобритании и в сша и россии  их покупают.                                                                                                                         цена. в россии 4000 до 6000 рублей в сша нужна лицензия цена 150 250 500 доларов  в европе 100 300 евро                                             
1. ↑  Чеснокова Л.В. Концепт Heim (дом, домашний очаг): убежище от экзистенциального страха в немецкой культуре // Философия и культура. — 2014-05. — Т. 5, вып. 5. — С. 719–724. — ISSN 1999-2793. — doi:10.7256/1999-2793.2014.5.9732.